# سيدي سالم (مصر)
سيدي سالم، مدينة مصرية تتبع محافظة كفر الشيخ. تقع المدينة في وسط وشمال المحافظة وتقع مساحة شاسعة من بحيرة البرلس به ويحده من الجنوب مركز كفر الشيخ ودسوق وشرقًا مركزي الرياض وبلطيم وغربًا مركزي فوة ومطوبس.

## تاريخ سيدي سالم
مركز سيدي سالم هو واحد من عشرة مراكز تضمها محافظة كفر الشيخ، حيث أنه يقع في شمال المحافظة.

## سبب التسمية
سمي مركز سيدي سالم بهذا الاسم نسبة إلي العارف بالله سيدي سالم أبو جبارة المسلم الحسيني، وهو من أولياء الله الصالحين جاء من العراق ليعيش في هذا المكان، وضريحه علي بعد ثلاثة كيلو مترات من الجانب الشرقي للمدينة. كانت تسمى قديماً بحوض الزعفران نسبة لكثرة زهرة الزعفران فيها.

## معرض الصور

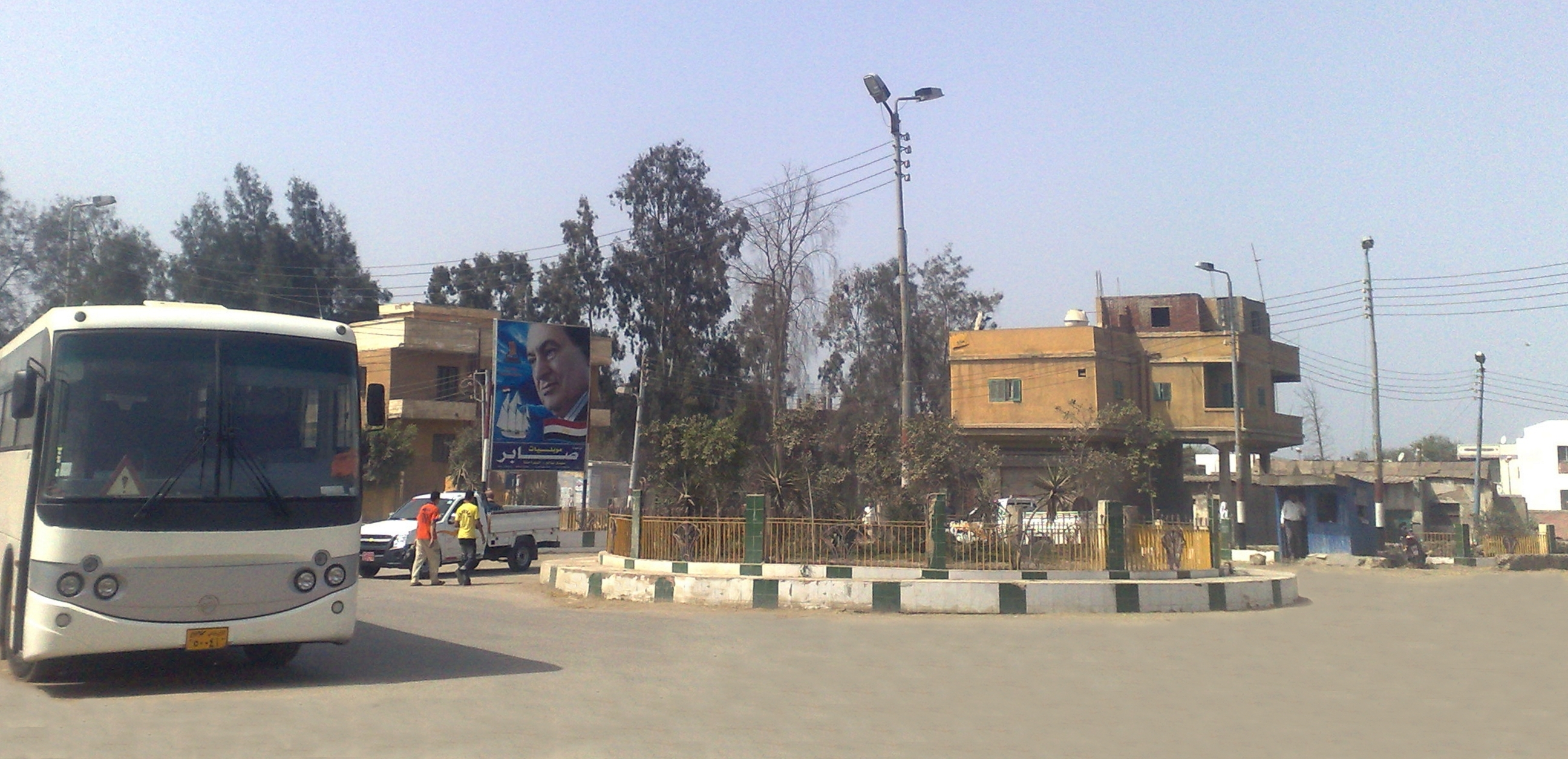
أحد ميادين المدينة
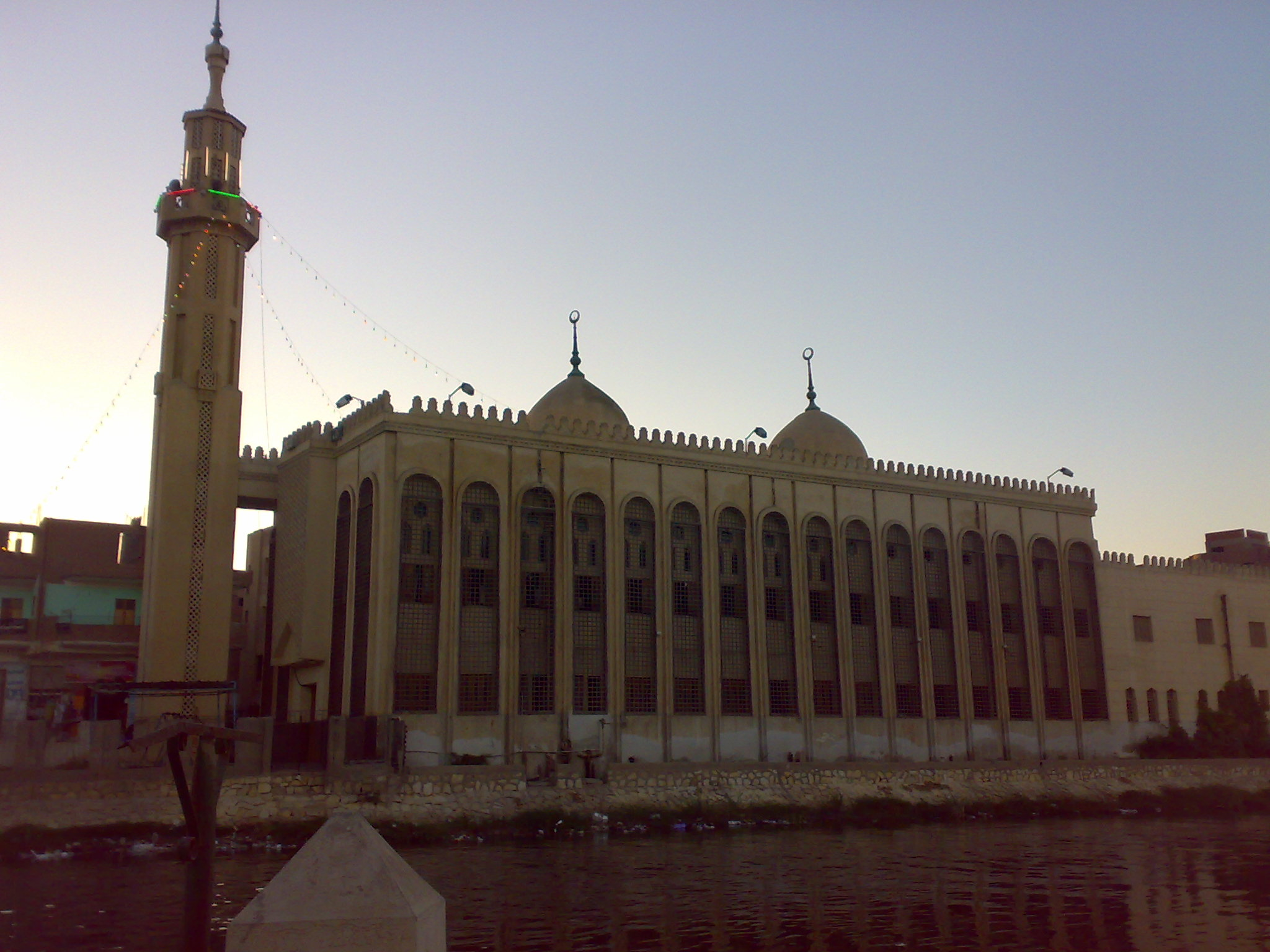
مسجد الوحدة على بحر نشرت غرب المدينة عام 2007
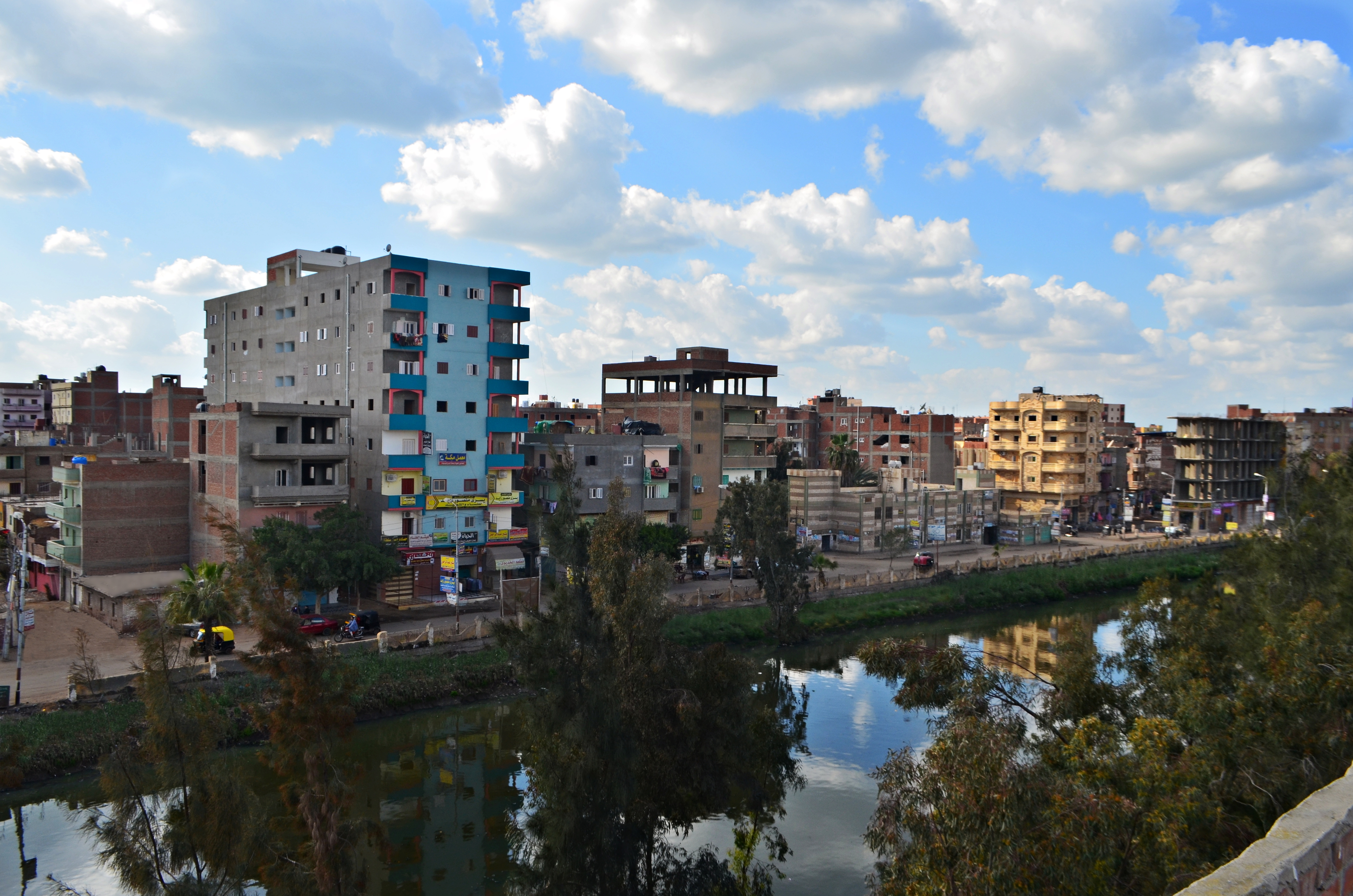
بحر نشرت
مبنى رئاسة مركز ومدينة سيدي سالم
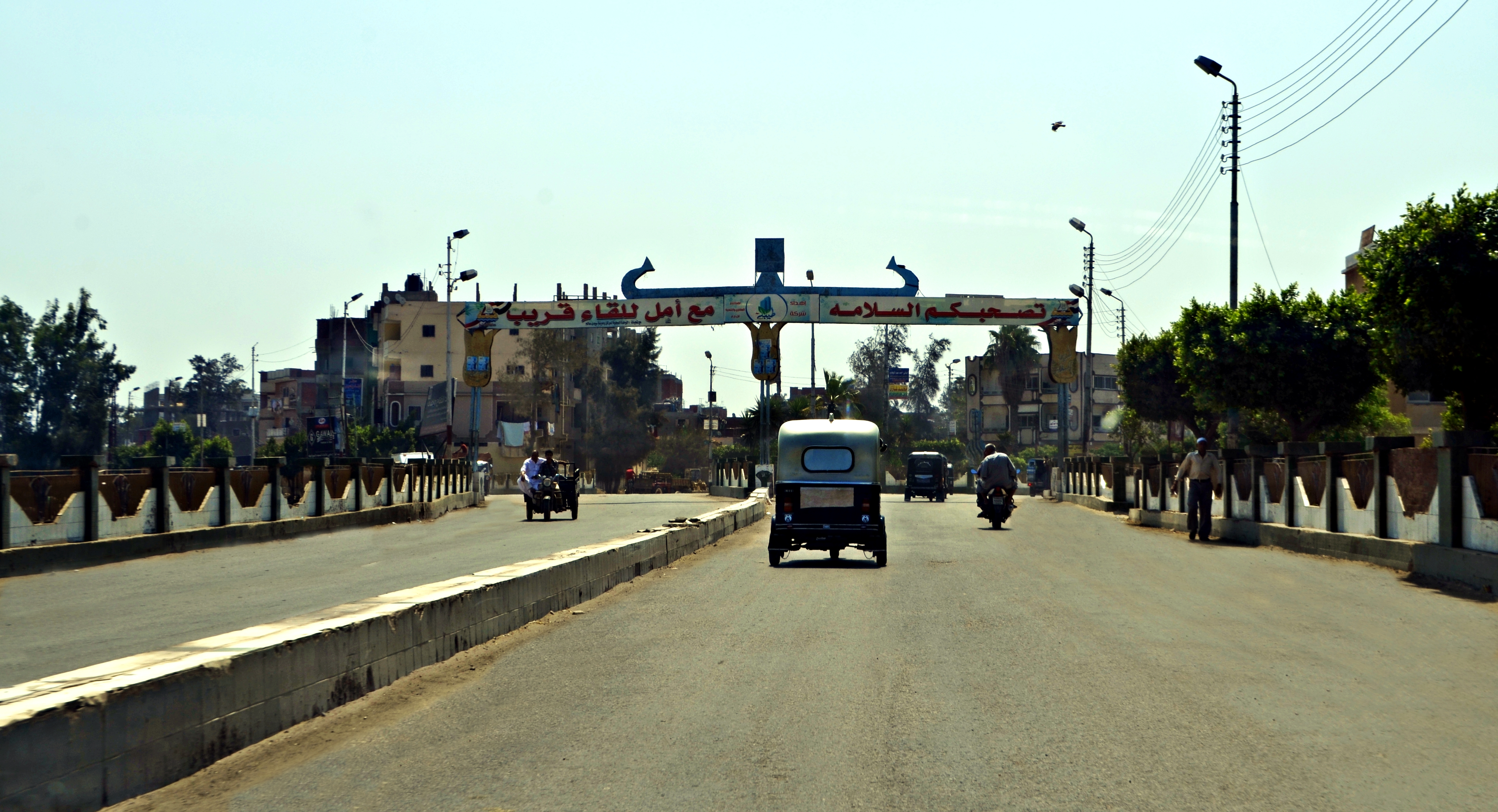
بوابة المدينة
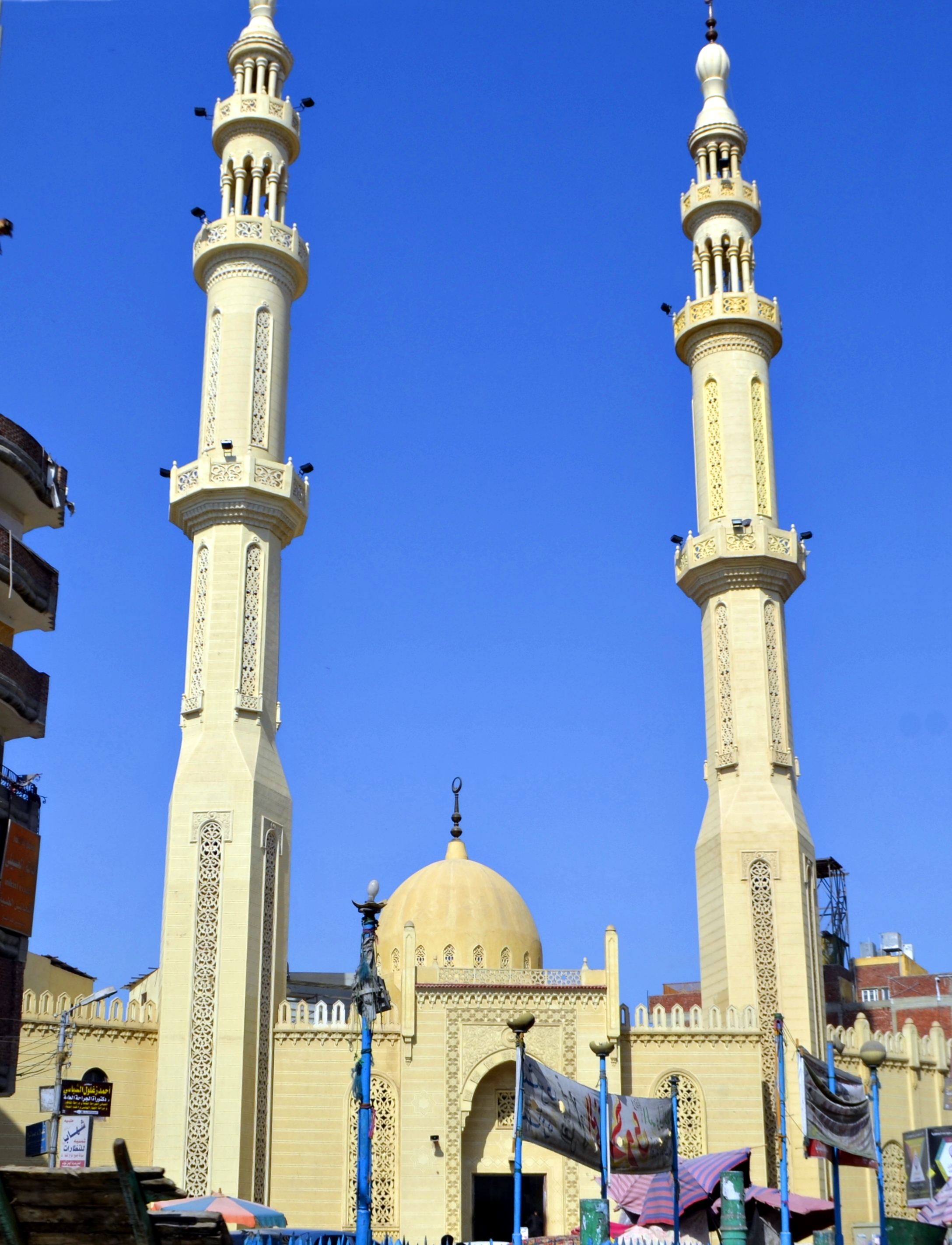
الجامع الكبير
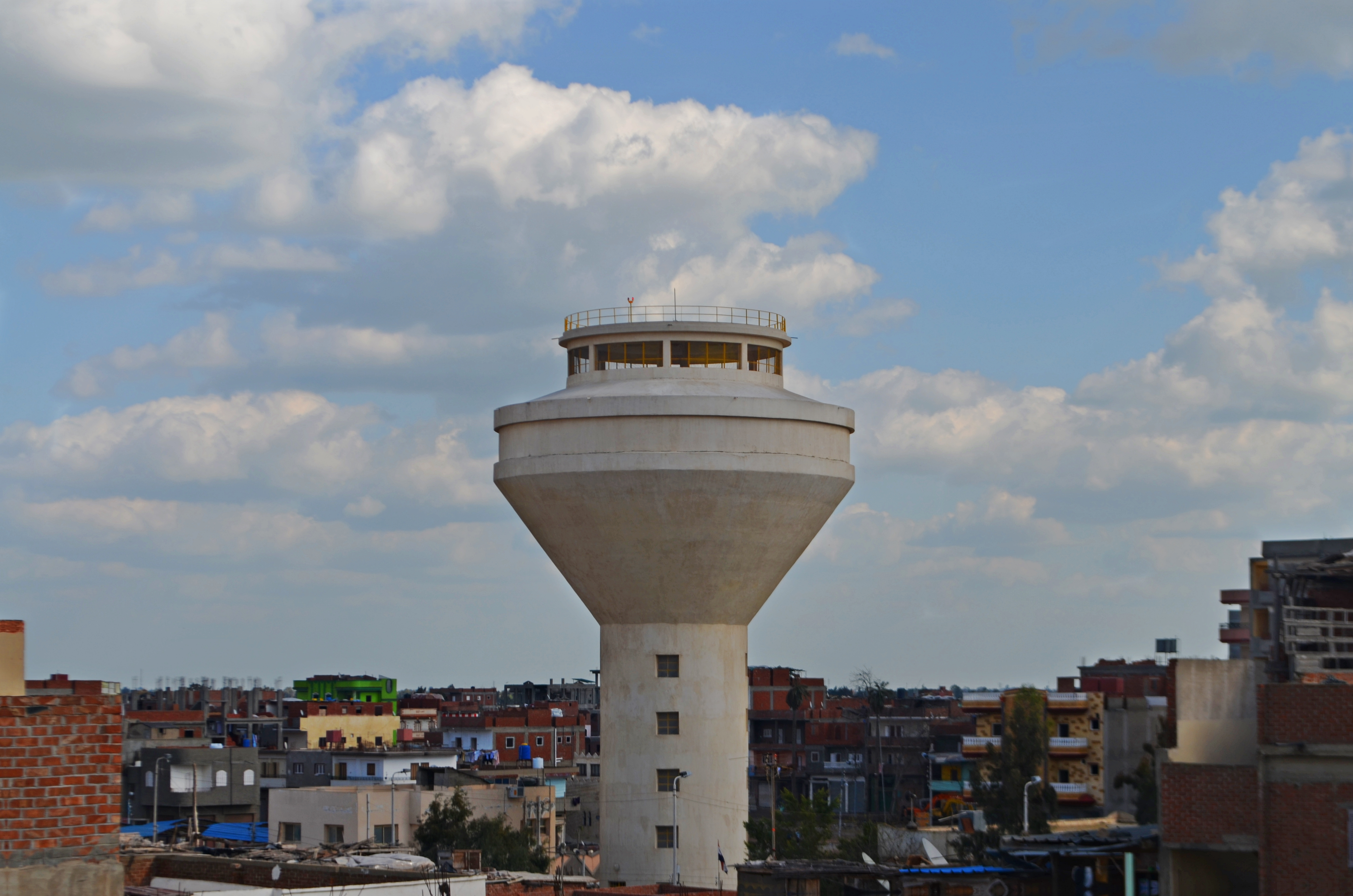
منظر عام للمدينة